# Флягин, Михаил Николаевич
Михаи́л Никола́евич Фля́гин (род. 10 мая 1993, Челябинск) — российский хоккеист, защитник.

## Карьера
Воспитанник «Лады». За неё в сезоне 2012/13 играл в ВХЛ. В КХЛ впервые сыграл 4 сентября 2013 года в матче против московского «Динамо».